# قور تشاوة
قور تشاوة هي قرية في مقاطعة بيرانشهر، إيران. يقدر عدد سكانها بـ 171 نسمة بحسب إحصاء 2016.